# العيينة
الْعُيَيْنَة قرية تقع على وادي حنيفة في منطقة العارض بوسط نجد، في المملكة العربية السعودية حالياً، تبعد حوالي 35 كم عن مدينة الرياض. وهي تشكل مع جارتها الجبيلة «مركز العيينة والجبيلة» التابع لمحافظة الدرعية. عدد سكان المركز — 8523 نسمة. وتوجد في العيينة كلية الملك عبد العزيز الحربية المناط بها تخريج ضباط القوات البرية السعودية.

## التاريخ
العيينة أوائل القرن الثامن عشر الميلادي بلدة عامرة وقد اشتراها جد آل معمر حسن بن طوق العنقري التميمي سنة 850 هـ من آل يزيد من بني حنيفة، فأصبحت لمدة من الزمن أكبر قرى نجد وأغناها ومركز إمارة آل معمر. وكان من أبنائها في هذه الفترة الشيخ محمد بن عبد الوهاب، مجدد الدعوة الإسلامية، الذي بدأ نشاطه عام 1140 هـ (1727 م). وقد حصل ابن عبد الوهاب في بداية أمره على دعم أمير العيينة، عثمان بن معمر التميمي فيعتبر هو أول مناصر لدعوة الشيخ الإمام حيث ناصره وهدم كثير من القبب والأضرحة والقبور، إلا أن الأمير اضطر إلى نصح ابن عبد الوهاب برحيل عنها بضغط من بعض الأمراء وبضغط من آل عريعر شيوخ قبيلة بني خالد التي كانت متمكنة آنذاك في الأحساء، فانتقل الشيخ إلى الدرعية التي قدّر لها أن تكون قاعدة الدولة السعودية الأولى، وانضوت العيينة إلى سلطتها حوالي عام 1745 م؛ إذ ناصر أهلها دعوة الشيخ محمد بن عبد الوهاب. وقد مر بها الرحالة الإنجليزي بالغريف عام 1862 م فوجدها مهجورة، كما مر بها النقيب الإنجليزي ليتشمان عام 1912 م فلم يجد فيها إلا أطلال المدينة القديمة ممتدة لما يزيد عن ثلاثة أميال (5 كم) في بطن الوادي. تم تأسيس البلدة من جديد بعد ذلك، لكنها لا تتجاوز في حجمها حجم قرية صغيرة.
وتشتهر العيينة بالزراعة وذلك لتوفر المياه فيها ويعمل سكانها والذين هم مزيج من الحاضرة والبادية في الزراعة وتربية المواشي

## بداية الدعوة الإصلاحية
قدم الشيخ محمد بن عبد الوهاب إلى العيينة وكان أميرها عثمان بن حمد بن معمر الذي أيده ونصره، وتزوج الشيخ من الجوهرة بنت عبد الله بن معمر، وبدأت الدعوة الإصلاحية بقطع بعض الأشجار التي يتبرك بها العوام، من ثم سار الشيخ مع قوات ابن معمر لهدم قبة زيد بن الخطاب شهيد اليمامة؛ إذ هدمها الشيخ بيده بعد خشية ابن معمر من نقمة العوام. وأقام الأمر بالمعروف والنهي عن المنكر، فبدأ صدى الدعوة ينتشر وبدأت المخاصمة من بعض العلماء الذين راسلوا علماء مكة والمدينة والبصرة ثم شكوه إلى حاكم الأحساء رئيس بني خالد سليمان بن محمد آل حميد لخروجه عما يعتقدون أنه إجماع المسلمين فأرسل لابن معمر يطلب منه قتل الشيخ وإلا فأنه سيقطع عنه الخراج فأمر ابن معمر بخروج الشيخ من العيينة فتوجه الشيخ لأحد طلابه في الدرعية.

## وصلات خارجية
- موقع ومنتديات العيينة